# Leroy Walks Again!!
| Recensione | Giudizio |
| ---------- | -------- |
| AllMusic   | [ 2 ]    |

Leroy Walks Again!! è il secondo album discografico come leader del contrabbassista jazz statunitense Leroy Vinnegar (l'album è a nome Leroy Vinnegar Quintet!!), pubblicato dalla casa discografica Contemporary Records nel giugno del 1963.

## Tracce

### LP
Lato A
1. Hard to Find – 6:45 (Leroy Vinnegar) – Registrato il 1º agosto 1962
2. Down Under – 4:10 (Freddie Hubbard) – Registrato il 5 marzo 1963
3. I'll String Along with You – 4:00 (Al Dubin, Harry Warren) – Registrato il 1º agosto 1962
4. Subway Grate – 5:33 (Leroy Vinnegar) – Registrato il 1º agosto 1962

Lato B
1. Restin' in Jail – 4:22 (Les McCann) – Registrato il 1º agosto 1962
2. Motherland – 5:34 (Don Nelson) – Registrato il 1º agosto 1962
3. For Carl – 5:55 (Leroy Vinnegar) – Registrato il 5 marzo 1963
4. Wheelin' and Dealin' – 4:10 (Teddy Edwards) – Registrato il 5 marzo 1963

## Musicisti
Hard to Find / I'll String Along with You / Subway Grate / Restin' in Jail / Motherland
- Leroy Vinnegar - contrabbasso
- Teddy Edwards - sassofono tenore
- Freddy Hill - tromba
- Victor Feldman - piano, vibrafono
- Ron Jefferson - batteria

Down Under / For Carl / Wheelin' and Dealin'
- Leroy Vinnegar - contrabbasso
- Teddy Edwards - sassofono tenore
- Freddy Hill - tromba
- Mike Melvoin - piano
- Roy Ayers - vibrafono
- Milt Turner - batteria

Note aggiuntive
- Lester Koenig - produttore
- Registrazioni effettuate al Contemporary Studio di Los Angeles, California il 1º agosto 1962 e il 5 marzo 1963
- Howard Holzer - ingegnere delle registrazioni
- Roger Marshutz - foto copertina frontale album originale (Leroy Vinnegar)
- George Kershaw - design copertina album originale
- Leonard Feather - note retrocopertina album originale[3]